# Mon inséparable
Pour plus de détails, voir Fiche technique et Distribution.
Mon inséparable est un film dramatique français réalisé par Anne-Sophie Bailly et sorti en 2024,.

## Synopsis
Joël, jeune trentenaire en situation de handicap (porteur d'une déficience intellectuelle) et travaillant dans une entreprise d'insertion, apprend que sa copine (Océane) est enceinte. Le couple souhaite garder l'enfant, mais Joël vit encore chez sa mère, Mona. La question se pose de garder ou non l'enfant, et dans quelles conditions.

## Fiche technique
Sauf indication contraire, les informations mentionnées dans cette section peuvent être confirmées par les bases de données cinématographiques IMDb et Allociné,  présentes dans la section « Liens externes ».
- Titre original : Mon inséparable
- Réalisation : Anne-Sophie Bailly
- Scénario : Anne-Sophie Bailly
- Musique : Jean Thevenin
- Décors : Clémence Ney
- Costumes : Floriane Gaudin
- Photographie : Nader Chalhoub
- Son : Pierre-Louis Clairin et Adrien Cannepin
- Montage : Quentin Sombsthay et François Quiqueré
- Production : David Thion et Philippe Martin
  - Coproduction : Jean-Yves Roubin
- Sociétés de production : Les Films Pelléas, France 3 Cinéma, Pictanovo et Frakas Productions
- Sociétés de distribution : Les Films du Losange
- Pays de production :  France
- Langue originale : français
- Format : couleur
- Genre : Drame
- Durée : 94 minutes
- Dates de sortie :
  - Italie : 31 août 2024 (Venise)
  - France : 
    - 11 octobre 2024 (Saint-Jean-de-Luz)
    - 25 décembre 2024 (en salles)

## Distribution
- Laure Calamy : Mona
- Charles Peccia-Galletto : Joël
- Julie Froger : Océane
- Geert Van Rampelberg : Frank
- Rébecca Finet : Nathalie
- Pasquale d'Inca : Gabriel
- Aïssatou Diallo Sagna : Séverine
- Jean de Pange : Christophe
- Karimouche : Maguy
- Saadia Bentaïeb : l'assistante sociale
- Miss Ming : la serveuse

## Prix et récompenses
Le film est sélectionné par le festival italien la Mostra de Venise dans la catégorie Orrizonti (Horizons), il y remporte le Prix Spécial du Prix Film Impresa.
L'acteur principal du film, Charles Peccia-Galleto, est présélectionné dans la catégorie meilleure révélation masculine aux César 2025, mais il est absent des nominations.